# Forum Boarium
Forum Boarium (klasično latinsko: [ˈfɔɾʊ̃ˑ boˈäːɾiʊm], italijansko Foro Boario) je bil goveji ‘’forum venalium’’ starega Rima. Stal je na ravni zemlji v bližini Tibere med Kapitolskim, Palatinskim in Aventinskim gričem. Kot mesto prvotnih dokov v Rimu (Portus Tiberinus) je Forum Boarium doživel intenzivno komercialno dejavnost.
Forum Boarium je bil kraj prvega gladiatorskega tekmovanja v Rimu, ki je potekalo leta 264 pred našim štetjem v okviru aristokratskega pogrebnega obreda – munus ali pogrebno darilo za mrtve. Marcus in Decimus Junius Brutus Scaeva sta se s tremi pari gladiatorjev lotila gladiatorskega boja v čast svojega pokojnega očeta.
To mesto je bilo tudi versko središče, v katerem so bili tempelj Herkula Viktorja, tempelj Portunus (tempelj Fortuna Virilis) in ogromen Herkulov veliki oltar iz 6. ali 5. stoletja pred našim štetjem.

## Arhitektura
Tempelj Herkula Viktorja ali Hercules Olivarius (Herkul kot zaščitnik trgovine z oljkami) je okrogla peristilna zgradba iz 2. stoletja pr. n. št. Sestavljen je iz kolonade korintskih stebrov, razporejenih v koncentričnem obroču okoli valjaste cele, ki počiva na temelju iz tufa. Ti elementi so prvotno podpirali arhitrav in streho, ki sta izginila. To je najstarejša ohranjena marmorna stavba v Rimu. Stoletja je bil znan kot Vestin tempelj.
Portunusov tempelj je pravokotna zgradba, zgrajena med 100. in 80. pr. n. št. Sestavljen je iz tetrastilnega portika in cele, nameščenih na podiumu, doseženem po stopnicah. Štirje jonski stebri portika so prostostoječi, medtem ko je šest stebrov na dolgih straneh in štirje stebri zadaj vpetih vzdolž sten cele. Zgrajen je iz tufa in travertina s površino iz štukature. Ta tempelj je bil stoletja znan kot tempelj Fortune Virilis.
Viri trdijo, da je Forum mesto, kjer je kipar Miron postavil kip, ki so ga izropali iz Egine. Medtem ko vir omenja kravo, je morda šlo za kiparsko skupino Tezej premaga Minotavra, ki je bil primeren za živinski trg.
V poznem obdobju Zahodnega rimskega cesarstva so območje prehitele trgovine. Oba templja sta bila sekularizirana in spremenjena v krščanske cerkve.
Čez cesto je cerkev Santa Maria v Cosmedinu, v kateri so Usta resnice (Bocca della Verità).

## Obnova
V poznih 1990-ih je partnerstvo med Soprintendenza speciale per i beni archeologici di Roma in Svetovnim skladom spomenikov omogočilo ohranitev obeh templjev v Forumu Boarium. Projekt je vključeval tudi novo krajinsko ureditev mesta. Janusov slavolok pa še vedno ni obnovljen.